# Campionati africani di ciclismo su strada - Cronometro a squadre maschile Juniors
La cronometro a squadre maschile Juniors è una delle prove disputate durante i campionati africani di ciclismo su strada. Fu corsa per la prima volta nel 2013. 

## Albo d'oro
Aggiornato all'edizione 2023.
| Anno | Vincitore                                                                                   | Secondo                                                                             | Terzo                                                                                |
| ---- | ------------------------------------------------------------------------------------------- | ----------------------------------------------------------------------------------- | ------------------------------------------------------------------------------------ |
| 2013 | Sudafrica Nickolas Dlamini Jandrich Kotze Morné Van Niekerk Ivan Venter                     | Marocco Abderrahim Aouida Othmane Choumouch El Mehdi Laanaya Abderrahim Zahiri      | Algeria Hichem Amari Abderrahmane Bechlaghem Abdelghani Fellah Abderrahmane Mansouri |
| 2014 | non disputata                                                                               | non disputata                                                                       | non disputata                                                                        |
| 2015 | Sudafrica Gregory de Vink Jarrod Hattingh Enno Swanepoel John Vlok                          | Marocco Abdelilah Radif El Mehdi Chokri El Houcaine Sabbahi Mohcine El Kouraji      | Namibia Tristan de Lange Herbert Peters Brandon Plaatjes                             |
| 2016 | Marocco Anouar Motassadeq Ayoub Bairi Mohammed Medrazi Anas Jaouy                           | Algeria Abdelraouf Bengayou Amar Bradai Merouane Brinis Oussama Chablaoui           | Angola Bruno Araújo Márcio José José Rocha Antonio Vidal                             |
| 2017 | Algeria Hamza Mansouri Nadjib Assal Oussama Chablaoui Oussama Bechlaghel                    | Marocco Mohammed Medrazi Abdellah Loukili Mournir Elzhari Yassine Berjali           | Mauritius Dylan Redy Benito Beemal Fabio Catherine Adriano Azor                      |
| 2018 | Eritrea Biniam Girmay Tomas Goytom Hager Andemaryam Natan Medhanie                          | Ruanda Eric Habimana Yves Nkurunziza Barnabé Gahemba Jean-Claude Nzafashwanayo      | Namibia Charl du Plooy Alex Miller Schalk van der Merwe Dieter Koen                  |
| 2019 | Etiopia Filimon Zerabruk Debay Selemon Gezae Abebe Tesfu Redae Welay Berhe                  | Eritrea Yohannes Ghebrehiwet Mehari Tewelde Yoel Asmeron Tesfasilasie Metkel Misgun | Ruanda Rnus Byiza Uhiriwe Jean Eric Habimana Barnabé Gahemba Eric Muhoza             |
| 2020 | non disputata                                                                               | non disputata                                                                       | non disputata                                                                        |
| 2021 | Algeria Salah Eddine Ayoubi Cherki Abdelkrim Ferkous Mohamed Redwane Brinis Khaled Mansouri | Ruanda Valens Iradukunda Samuel Niyonkuru Etienne Tuyizere Hussein Mugabo           | Sudafrica Chanton Perrins Pedri Crause Justin Chesterton Jason Bruintjies            |
| 2022 | Eritrea Aklilu Arefayne Yoel Habteab Even Redase Yonas Tekie                                | Algeria Riad Bakhti Oussama Khelaf Mohamed Abderahmane Ksir Mohamed Medjadji        | Egitto Abdulla Afify Mahmoud Bakr Begad Saad                                         |
| 2023 | Algeria Riad Bakhti Nasrallah Essemiani Bachir Chennafi Djaoued Nhari                       | Marocco Youssef Elgharysy El Mahdi El Aarbaoui Saad Ait Akbour Achraf El Kurymy     | Mauritius Jérémy Raboude Samuel Quevauvilliers Gaël André Noah Ong Tone              |

## Medagliere
| Pos.   | Nazione   | Oro | Argento | Bronzo | Totale |
| ------ | --------- | --- | ------- | ------ | ------ |
| 1      | Algeria   | 3   | 2       | 1      | 6      |
| 2      | Eritrea   | 2   | 1       | 0      | 3      |
| 3      | Sudafrica | 2   | 0       | 1      | 3      |
| 4      | Marocco   | 1   | 4       | 0      | 5      |
| 5      | Etiopia   | 1   | 0       | 0      | 1      |
| 6      | Ruanda    | 0   | 2       | 1      | 3      |
| 7      | Namibia   | 0   | 0       | 2      | 2      |
| 7      | Mauritius | 0   | 0       | 2      | 2      |
| 9      | Angola    | 0   | 0       | 1      | 1      |
| 9      | Egitto    | 0   | 0       | 1      | 1      |
| Totale | Totale    | 9   | 9       | 9      | 27     |